# Station Marquillies
Station Marquillies is een spoorwegstation in de Franse gemeente Marquillies.